# Red Bull Bragantino
El Red Bull Bragantino, mayormente conocido como Bragantino, (anteriormente llamado Clube Atlético Bragantino) es un club de fútbol brasileño de la ciudad de Bragança Paulista, en el Estado de São Paulo. Fue fundado el 8 de enero de 1928 y actualmente juega en el Campeonato Brasileño de Serie A.
Jugó el Brasileirao durante 9 ediciones de manera consecutiva, entre las temporadas 1990 a 1998. El Bragantino participó en la Copa Conmebol de 1992, 1993 y 1996, alcanzando en esta última los cuartos de final. Su punto más alto a nivel internacional lo logró en la Copa Sudamericana 2021 al ser finalista.Su máximo goleador fue Salvador Fenoglio, un héroe para la afición 
En marzo de 2019 se confirmó la compra del club por parte del Red Bull GmbH y su fusión con el proyecto de Red Bull Brasil, pasando a denominarse Red Bull Bragantino. De esta manera, el club se suma al Red Bull Salzburgo de Austria, el RB Leipzig de Alemania y el New York Red Bulls de Estados Unidos, clubes que también son propiedad de ese grupo.

## Historia
El 8 de enero de 1928, exmiembros del Bragança Futebol Clube fundaron el Clube Atlético Bragantino.
En 1949 el club jugó por primera vez en la Segunda División del Campeonato Paulista. En 1965 Bragantino ascendió a la Primera División del Campeonato Paulista por primera vez. En 1966, sin embargo, el club fue relegado a la Segunda División del Campeonato Paulista.

### Desde 2019: Adquisición por Red Bull
A fines de marzo de 2019, se anunció que el club cerró negociaciones para una fusión con Red Bull Brasil. Después que Red Bull GmbH adquirió el club, Red Bull Brasil retiró sus operaciones en la conclusión del campeonato estatal integrándose al Bragantino. También se anunció que, a partir de la temporada 2020 del Brasileirao, el club pasó a llamarse como Red Bull Bragantino. 
El 27 de abril de 2019, en la primera jornada de la temporada 2019 de la Serie B, el club se presentó por primera vez bajo el liderazgo de Red Bull con nuevas camisetas, similares a las de los clubes que manejan en Estados Unidos (New York Red Bulls) y Europa (Red Bull Salzburgo y RB Leipzig)  pero conservando el mismo escudo tradicional del Bragantino que, desde 2020, pasó a ser como los que tienen los equipos de fútbol propiedad de Red Bull.
Tras quedar primero en la Serie B de Brasil 2019, el club volvió a la máxima categoría luego de 22 años. En el Brasileirao 2020, su primera temporada en Serie A tras su retorno, finalizó en la décima posición, lo que le dio derecho a disputar por primera vez la Copa Sudamericana 2021. En dicho campeonato, se consagró subcampeón tras perder la final por 1 a 0 frente al Athletico Paranaense del mismo país.
En el año 2022, Bragantino participó de la Copa Libertadores por primera vez en su historia, tras conseguir el 6.° puesto de la temporada 2021 del Brasileirao. Su actuación en el certamen internacional fue decepcionante al quedar en la última posición del Grupo C, por detrás de Estudiantes de la Plata, Vélez Sarsfield y Nacional de Uruguay, ganando un único partido de los seis disputados.

## Jugadores

### Plantilla 2025

#### Altas y bajas 2025 (otoño)
| Altas            | Altas          | Altas       | Altas               | Altas |
| Jugador          | Posición       | Procedencia | Tipo                | Costo |
| ---------------- | -------------- | ----------- | ------------------- | ----- |
| Vitinho Carvalho | Centrocampista | Noroeste    | Vuelta de préstamo. | --    |

| Bajas         | Bajas          | Bajas       | Bajas     | Bajas |
| Jugador       | Posición       | Procedencia | Tipo      | Costo |
| ------------- | -------------- | ----------- | --------- | ----- |
| André Cardoso | Centrocampista | Tombense    | Préstamo. | --    |

## Entrenadores
Clube Atlético Bragantino
- Nelsinho Rosa (1993)[38]
- Dusan Dráskovic (1994)[39][40]
- Cilinho (1994–?)[40]
- Ernesto Paulo (~septiembre de 2002)[41]
- Marcelo Veiga (diciembre de 2004–~noviembre de 2005)[42][43]
- Nicanor de Carvalho (noviembre de 2005–febrero de 2006)[44][45]
- Marcelo Veiga (febrero de 2006–abril de 2007)[45][46]
- Roberval Davino (mayo de 2007–agosto de 2007)[47][48]
- Marcelo Veiga (agosto de 2007–agosto de 2012)[48][49]
- Vágner Benazzi (agosto de 2012–diciembre de 2012)[50][51]
- Mazola Júnior (diciembre de 2012–mayo de 2013)[52][53]
- André Gaspar (interino- mayo de 2013)[53]
- Vágner Benazzi (mayo de 2013–septiembre de 2013)[54][55]
- Marcelo Veiga (septiembre de 2013–mayo de 2014)[56][57]
- Mazola Júnior (junio de 2014–julio de 2014)[58][59]
- André Gaspar (interino- julio de 2014)[59]
- Paulo César Gusmão (julio de 2014–octubre de 2014)[60][61]
- Marco Aurélio (diciembre de 2014–febrero de 2015)[62][63]
- Márcio Araújo (febrero de 2015–marzo de 2015)[64][65]
- Vágner Benazzi (marzo de 2015–abril de 2015)[65][66]
- Alberto Félix (interino- abril de 2015)[66]
- Osmar Loss (abril de 2015–julio de 2015)[67][68]
- Alberto Félix (interino- julio de 2015)[68]
- Wagner Lopes (julio de 2015–diciembre de 2015)[69][70]
- Léo Condé (diciembre de 2015–mayo de 2016)[71][72]
- Alberto Félix (interino- mayo de 2016)[72]
- Toninho Cecílio (mayo de 2016–junio de 2016)[73][74]
- Alberto Félix (interino- junio de 2016)[74]
- Marcelo Veiga (junio de 2016–octubre de 2016)[75][76]
- Estevam Soares (octubre de 2016–noviembre de 2016)[77]
- Alberto Félix (noviembre de 2016–julio de 2017)[78][79]
- Roberto Fonseca (julio de 2017–agosto de 2017)[80][81]
- Marcelo Veiga (agosto de 2017–abril de 2019)[82][83]

Red Bull Bragantino
- Antônio Carlos Zago (2019–enero de 2020)[84][85]
- Vinicius Munhoz (interino- enero de 2020)[86]
- Felipe Conceição (enero de 2020–agosto de 2020)[87][88]
- Maurício Barbieri (septiembre de 2020–noviembre de 2022)[89]
- Marcinho (interino- noviembre de 2022–diciembre de 2022)[90]
- Pedro Caixinha (diciembre de 2022–octubre de 2024)[91][92]
- Anderson Marques (interino- octubre de 2024)
- Fernando Seabra (octubre de 2024–presente)[2]

## Estadísticas en competiciones internacionales

### Participaciones internacionales
| Competición               | Edición           |
| ------------------------- | ----------------- |
| Conmebol Libertadores (2) | 2022, 2024.       |
| Conmebol Sudamericana (3) | 2021 , 2023, 2024 |
| Copa Conmebol (3)         | 1992, 1993, 1996. |

### Por competencia
| Torneo                       | TJ | PJ | PG | PE | PP | GF | GC | DG  | Puntos |
| ---------------------------- | -- | -- | -- | -- | -- | -- | -- | --- | ------ |
| Copa Conmebol                | 3  | 8  | 1  | 3  | 4  | 11 | 14 | -3  | 6      |
| Copa Sudamericana            | 3  | 31 | 19 | 7  | 5  | 61 | 33 | +28 | 64     |
| Copa Libertadores de América | 2  | 10 | 1  | 5  | 4  | 7  | 12 | -5  | 8      |
| Total                        | 8  | 49 | 21 | 15 | 13 | 79 | 59 | +20 | 78     |

## Palmarés

### Títulos oficiales
Nota: en negrita competiciones vigentes en la actualidad.

### Torneos nacionales
| Competición nacional | Títulos     | Subtítulos |
| -------------------- | ----------- | ---------- |
| Serie A (0/1)        |             | 1991.      |
| Serie B (2/0)        | 1989, 2019. |            |
| Serie C (1/0)        | 2007        |            |

### Torneos internacionales
| Competición             | Títulos | Subtítulos |
| ----------------------- | ------- | ---------- |
| Copa Sudamericana (0/1) |         | 2021       |

### Torneos estaduales
- Campeonato Paulista (1): 1990.
- Campeonato Paulista del Interior (1): 2020.
- Campeonato Paulista Serie A2 (2): 1965, 1988.
- Quinta división del Campeonato Paulista (1): 1979.